# Szeroki Ostrów
Szeroki Ostrów (deutsch Spirdingswerder) ist eine nicht mehr bewohnte Insel im Jezioro Śniardwy (Spirdingsee) in der polnischen Woiwodschaft Ermland-Masuren.

## Geographische Lage
Szeroki Ostrów liegt im südlichen Spirdingsee, der zur Masurischen Seenplatte am Rande des Mazurski Park Krajobrazowy (Landschaftspark Masuren) in der östlichen Woiwodschaft Ermland-Masuren gehört. Die nächste größere Stadt ist Pisz (Johannisburg) und liegt elf Kilometer in südöstlicher Richtung.

## Geschichte
Die eine Fläche von 70 Hektar umfassende Insel war vor 1945 bewohnt. Der Ort Spirdingswerder wurde 1566 als Freidorf nach Magdeburger Recht gegründet. Damals entstanden auf der Insel ein paar kleine Gehöfte, die heute nicht mehr existieren.
Spirdingswerder gehörte zum Kreis Johannisburg im Regierungsbezirk Gumbinnen (ab 1905: Regierungsbezirk Allenstein) in der preußischen Provinz Ostpreußen. Von 1874 bis 1945 war es in den Amtsbezirk Sdorren (ab 1938 „Amtsbezirk Dorren“) eingegliedert.
Im Jahre 1910 waren in Spirdingswerder 46 Einwohner gemeldet. Ihre Zahl verringerte sich bis 1933 auf 35 und belief sich 1939 noch auf 30.
Seit 1945 in Kriegsfolge das südliche Ostpreußen an Polen überstellt wurde, liegt die Insel in polnischem Staatsbereich und erhielt die Namensform „Szeroki Ostrów“. Sie ist nicht mehr bewohnt und stand 2009 zum Verkauf an.

## Religionen
Bis 1945 war Spirdingswerder in die evangelische Kirche Adlig Kessel in der Kirchenprovinz Ostpreußen der Kirche der Altpreußischen Union sowie in die römisch-katholische Kirche in Johannisburg im damaligen Bistum Ermland eingepfarrt.

## Verkehr
Die Insel Szeroki Ostrów ist über einen Land- und kurzen Deichweg vom Festland ab Zdory (Sdorren, 1938 bis 1945 Dorren) erreichbar.